# Батети
Батети (груз. ბატეთის ტბა) — озеро в Карельском муниципалитете края Шида-Картли Грузии. Расположено на северном склоне Триалетского хребта в долине реки Батетисцкали (бассейн реки Дзама) на высоте 1313 метров от уровня моря.
Площадь 0,02 км², площадь бассейна 5,2 км², наибольшая глубина 12 м. Образовалось в результате оползня, сошедшего с южного склона. Озеро окружено хвойными деревьями. Вода в озере Батети прозрачная и пресная. Из Батети вытекает ручей, а его южная сторона заболочена. С декабря до марта включительно Батети покрыто льдом.
В озере водится малоазиатский тритон (внесён в Красную книгу республики Грузия).